# أليكساندرو الثاني غيكة
أليكساندرو الثاني غيكة هو سياسي روماني، ولد في 1 مايو 1795 في الأفلاق ‏، وتوفي في يناير 1862 في نابولي في إيطاليا.